# Baldrian-familien
Baldrian-familien (Valerianaceae) var en familie af planter. Slægterne i Baldrian-familien blev i 2009 ifølge APG III systemet overført til Gedeblad-familien.
Baldrian-familien omfattede 17 slægter og omkring 300 arter i de nordlige, tempererede egne, specielt i Middelhavsområdet og Andesbjergene. Arterne er (ofte stinkende) urter med sammensatte blade og små blomster, som sidder samlet i endestillede stande.
Følgende slægter er repræsenteret ved arter, der er vildtvoksende i Danmark, eller som dyrkes her:
| Slægter |

- Baldrian (Valeriana)
- Guldbaldrian (Patrinia)
- Sporebaldrian (Centranthus)
- Vårsalat (Valerianella)